# Boethella guidottiae
Boethella guidottiae är en stekelart som beskrevs av Bennett 2003. Boethella guidottiae ingår i släktet Boethella och familjen brokparasitsteklar. Inga underarter finns listade.